# Afromelecta lieftincki
Afromelecta lieftincki är en biart som beskrevs av Constance Margaret Eardley 1991. Afromelecta lieftincki ingår i släktet Afromelecta och familjen långtungebin. Inga underarter finns listade i Catalogue of Life.